# Jóska Sobri
Dans le nom hongrois Sobri Jóska, le nom de famille précède le prénom, mais cet article utilise l’ordre habituel en français Jóska Sobri, où le prénom précède le nom.

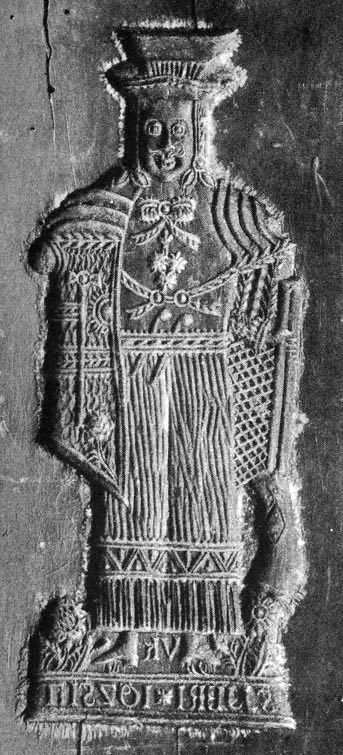
Représentation d'époque de Jóska Sobri sur un moule à pain d'épices.

Jóska Sobri ([ˈjoːʃkɒ], [ˈʃobɾi] ; aussi Zsubri [ˈʒubɾi]), de son nom d'origine József Pap, né en 1810 à Erdőd major près de Bögöte et mort le 17 février 1837 à Lápafő, est l'un des plus célèbres hors-la-loi et bandits de grand chemin (betyár) hongrois, actif en Transdanubie.

## Biographie
József, appelé dans la vie courante Jóska, naît en 1810 à la ferme d'Erdőd (Erdőd major) près de Bögöte. Lui et ses frères sont surnommés Sobri « de Sobor » (autre forme dialectale : Zsubri, aussi Subri), du fait que leur père, le gardien de porcs István Pap, est originaire du village de Sobor. Jóska Sobri prend part en 1832, par bravade selon la tradition populaire, au vol de six porcs à Eplény, mais trahi par leur receleur, il est condamné à deux années de prison, accompagnées de bastonnade à raison de 30 coups par trimestre.
Il est emprisonné à Szombathely, où sa beauté, dit-on, fait tourner la tête des servantes comme des dames respectables, et notamment de la femme du geôlier, qui lui obtient certains avantages, comme un emploi à la cuisine lui évitant de rester confiné dans une cellule, voire selon certains sa libération anticipée. En prison il apprend à lire et à écrire, et se change en véritable aventurier, portant des tenues voyantes.
En 1835, il dévalise le berger responsable des moutons de Kolompos près de Besnyő, avec un petit berger qui est pris et pendu. Sobri réussit à s'enfuir mais est désormais obligé de se cacher, et devient rapidement le chef des brigands qui sévissent dans les régions boisées de Transdanubie, s'adjoignant comme conseiller et principal lieutenant Ferkó Milfajt, qui avait fait des études primaires et avait été serviteur de grands seigneurs. Leur bande, qui atteint parfois une trentaine de membres, dépouille surtout les prêtres, les bergers, les marchands.

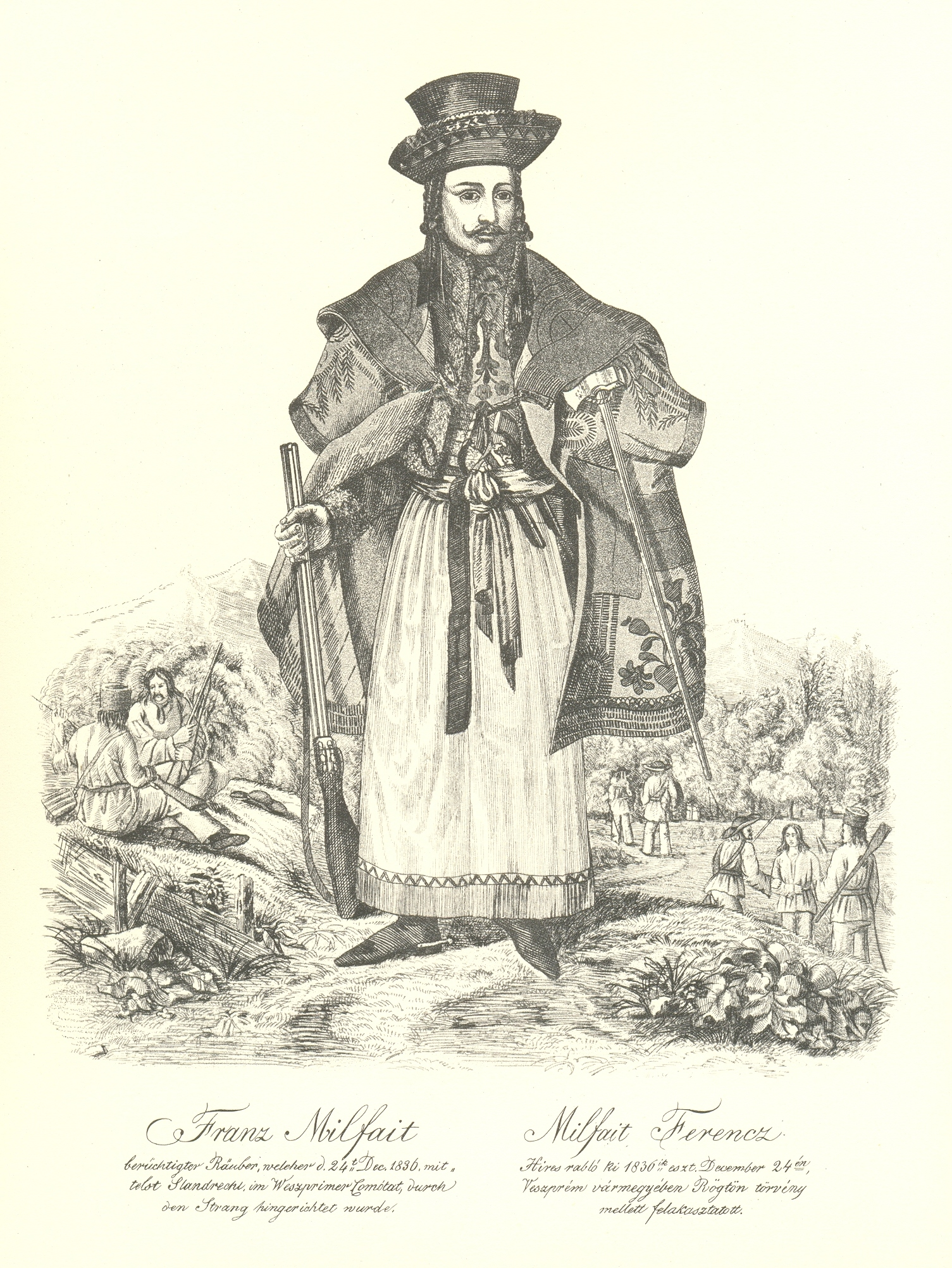
Ferkó Milfajt, lieutenant de Jóska Sobri (lithographie de 1836)

Le 10 octobre 1836, Sobri commet son vol le plus célèbre en pillant à Kóny le trésor du chapitre de chanoines de Győr ainsi que tous les biens du régisseur, mais rend à la famille de celui-ci sept couverts d'argent, alimentant ainsi sa légende de voleur au grand cœur. Il dévalise entièrement le manoir du colonel Hunkár à Szolgagyőrpuszta près de Kerékteleki le 8 décembre 1836, ce qui provoque un tollé dans tout le pays, car celui-ci est membre d'une famille noble très respectée, et s'était battu contre l'armée de Napoléon en tant que capitaine à la bataille de Raab qui avait eu lieu à proximité en 1809 ; le colonel porte plainte en personne auprès du roi et du palatin, et comme de plus les vols, nombreux dans le pays et rendant les voyages dangereux, sont souvent attribués à Sobri même à tort, les autorités mobilisent les gendarmes de plusieurs comitats contre lui. Sobri divise sa troupe ; Milfajt part vers le Vértes, mais il est pris et pendu fin décembre, après s'être blessé lui-même lors d'une fête qui avait dégénéré en bagarre. Le 17 février 1837 près de Lápafő,, les brigands restés avec Sobri, encerclés par 30 à 35 militaires, se défendent avec l'énergie du désespoir, et selon les comptes-rendus de l'époque, Sobri, blessé, voyant qu'il n'y a plus d'espoir, se donne la mort. Il aurait annoncé cette fin en disant : « Je n'ai pas de sang sur les mains, et je n'en aurai qu'une seule fois ».

## Tradition populaire
Sobri est devenu de son vivant le symbole de la situation dramatique de la sécurité publique en Hongrie. La littérature populaire utilise son nom jusqu'à l'étranger, en tant que nom typique de brigand hongrois, sous la forme Schobri en allemand, Schubery ou Schubry en français,. En France on doute même de son existence réelle, et un critique de théâtre écrit : « tout le monde sait aujourd'hui à quoi s'en tenir sur l'existence de ce fameux brigand hongrois, sorti tout armé de la cervelle d'un fort spirituel journaliste, qui [en] a inventé bien d'autres ».
En Hongrie, la tradition orale croyait encore 50 ans après sa mort en la légende, résumée par l'expression Sobri él « Sobri est vivant », d'une vie cachée soit dans la grande plaine hongroise, soit en Amérique, ou bien encore sous la forme d'activités nocturnes de brigandage d'un certain comte Vay, qui paraît-il, amusé par cette histoire, ne la démentait pas mais en faisait un sujet de plaisanterie.
Les ballades et chansons populaires le montrent voler les riches et aider les pauvres, ou être plus malin que ses poursuivants, selon les thèmes typiques des histoires de betyárs, mais les compositions associées à son nom présentent aussi certaines particularités. Il y est la plupart du temps crâneur, sûr de lui, méprisant la mort et la peur.
Son habit est souvent décrit ; le type de chapeau qu'il portait (bakonyi kanászkalap, le chapeau des gardiens de porcs du Bakony à l'époque) est appelé aujourd'hui encore en hongrois Sobri-kalap « chapeau à la Sobri ».
Son lien avec la femme du geôlier de Szombathely est également développé de façon romantique, ainsi que ses aventures amoureuses en général. Dans les légendes au sujet de Sobri, un autre thème fréquent est la façon de se procurer des vivres, avec la coopération ou au contraire la trahison d'un garde forestier au moment où la nourriture donnée par un propriétaire de moutons ou un berger, ou préparée par une femme du village, doit être secrètement amenée à un certain endroit puis emportée par les brigands.
Un épisode de la série télévisée tchèque de 1985 de Hynek Bočan Slavné historky zbojnické (« Célèbres histoires de brigands ») lui est consacré. Un film de 2002 du chef opérateur et réalisateur hongrois Emil Novák (hu) a pour thème ses aventures.